# Гордана Чомић
Гордана Чомић (Нови Сад, 16. јуни 1958) је српска физичарка и политичарка. Вивши је министар за људска и мањинска права и друштвени дијалог у Влади Србије, бивша потпредседница Народне скупштине Републике Србије као и бивши високи функционер Демократске странке.

## Биографија
Гордана Чомић радила је на Универзитету у Новом Саду од 1984. до 1999. на Факултет техничких наука као асистент на предмету Физика. Након педагошке каријере запослила се у ЈП СРЦ „Војводина“, Нови Сад и тамо остала до 2004. где се бавила маркетингом.
Била је чланица Градског одбора ДС Нови Сад (1992), портпаролка Градског одбора и Покрајинског одбора ДС за Војводину. Председница Изборног штаба Градског одбора ДС Нови Сад (1996). Председница Покрајинског одбора ДС за Војводину (2000−2001). Потпредседница Демократске странке (2001−2004).
На другој редовној Конференцији Форума жена ДС одржаној 11. јуна 2006. изабрана је за председницу Форума жена.
Обављала је функцију чланице Извршног одбора града Новог Сада (1997). Посланица у Скупштини АП Војводине у више мандата, председница посланичке групе опозиције (1996−2000), потпредседница Скупштине АП Војводина (2000−2001). Народна посланица у Скупштини Републике Србије (2000−2003, 2003−2006, 2007−2008, 2008−2012, 2012−2014), обављала је функцију потпредседнице Скупштине Србије. Била је председница Одбора за иностране послове, заменица председника Одбора за заштиту животне средине и чланица Одбора за европске интеграције Скупштине Србије.
На парламентарним изборима 16. марта 2014. године изабрана је за посланицу у Народној скупштини Републике Србије. Налазила се на функцији потпредседнице Народне скупштине Републике Србије до 2020. године.
На XVIII Скупштини Демократске странке одржаној 31. маја 2014. године изабрана је за потпредседницу Демократске странке. На седници Главног одбора ДС одржаној 29. јуна 2014. године изабрана је за заменицу председника Демократске странке.
На XIX Скупштини Демократске странке одржаној након дебакла на београдским изборима била је кандидат за председника Демократске странке, међутим победу је однео Зоран Лутовац па је самим тим и остала без потпредседничког места али је била Генерална секретарка странке као и члан председништва.
Активисткиња женског покрета и „Женске политичке мреже“ од 2000. године.
Почетком 2020. године, прекршила је бојкот парламента ДС-а и осталих опозиционих странака, и најавила учешће на изборима на листи Уједињене демократе. Због тога је избачена из ДС-а. Након тога је парламент са посланичком већином коју чине СНС и СПС, гласао за њен предлог измене Закона о избору народних посланика, иако су избори већ били најављени.
На изборима 2020. била је на листи Уједињена демократска Србија. Након избора 2020. постала је члан владе Ане Брнабић у којој обављала функцију министра за људска и мањинска права.
Удата је и мајка четворо деце. Хоби јој је пецање.
Говори енглески, служи се француским и немачким језиком.